# David W. Garland
David Garland (Dundee, 7 de agosto de 1955) é um importante jurista e sociólogo da área de criminologia. Professor da Universidade de Nova York ("New York University"), desenvolveu obras bastante significativas para a área, abordando temas como a História das estratégias de punição e a pena de morte.
Foi editor e fundador do jornal Punishment & Society, além de ter editado coleções e escrito obras em conjunto com outros autores da área. Docente desde 1979, lecionou na Universidade de Edimburgo até 1997, ano em que passou a lecionar na escola em que ainda está.
A carreira de Garland não se distingue pela quantidade de publicações - muitos outros acadêmicos da área possuem maior acervo. Seu trabalho é marcado por seu propósito, claro e confiante, o que o possibilita deixar de lado certas distrações que atrasam a maioria das carreiras acadêmicas e focar intensamente nas matérias de seu interesse. O pensador se preocupa com a análise crítica do passado, sempre entregando seu diagnóstico ao traçar um paralelo com o presente. Como exemplo de tal prática temos seu recente trabalho sobre punições penais no EUA (GARLAND, 2005).
Sua trajetória é fundada no estudo das instituições de punição americanas e seus efeitos na sociedade. Analisa-se como meios para a evolução do sistema punitivo, seja pela sua própria abolição ou o enfrentamento de obstáculos institucionais e culturais. Percebe-se na leitura das obras de David Garland certo pessimismo, fruto da descrença na efetiva mudança do sistema hoje presente. O sociólogo e jurista- criminalista acredita que o melhor entendimento acerca da cultura política é um importante passo para desafiar a Criminologia à repensar suas possibilidades.    

## Biografia
Atualmente professor de Sociologia "link" na Universidade de Nova York ("New York University"), David Garland se destacou no mundo acadêmico por seus estudos, históricos e sociológicos, acerca de instituições penais - além de contribuições significativas para a Criminologia e outras áreas ligadas ao Direito e estudos sociais.
David Garland nasceu em 7 de agosto de 1955, na cidade de Dundee, Escócia, Reino Unido, onde passou sua infância e juventude. Começou sua formação na escola primária Rosebank Primary School e, em seguida, estudou em Harris Academy, tradicional colégio, fundado em 1885, ao oeste da referida cidade.
O jurista e sociólogo iniciou a vida acadêmica na Escola de Direito da Universidade de Edimburgo ("University of Edinburgh Law School"), centenária instituição, atuante desde 1707, na cidade de mesmo nome, também na Escócia. Formou-se com honras ("LLB - First Class Honours") em 1977, adquirindo no ano seguinte à sua formatura o título de Mestre em Criminologia pela Universidade de Sheffield Sheffield University. Sete anos mais tarde, em 1984, adquiriu seu Doutorado em Estudos sociológicos-legais na Universidade de Edimburgo.
Garland deu início à sua carreira como docente em 1979, no departamento de Criminologia da universidade em que graduou-se e adquiriu seu título de doutor, atividade que deixou de desempenhar apenas em 1997. O tempo despendido na instituição o alavancou à receber uma cadeira em “Penologia”, uma seção da Criminologia que lida com a filosofia e a prática de várias sociedades em suas tentativas de reprimir atividades criminosas e satisfazer a opinião pública através de um regime de tratamento adequado para pessoas condenadas por infracções penais. Também lecionou como visitante na Universidade de de Leuven, Bélgica (Leuven University) e Universidade da Califórnia (University of California), em Berkeley, EUA, além de resguargar posto permanente como Professorial Fellow na Escola de Direito da Universidade de Edimburgo.

Como fato interessante, foi companheiro, no departamento de história da Universidade de Princeton (Princeton University), de Shelby Cullom Davis, notório investidor americano. Aderiu ao programa de intercâmbio de professores da Escola de Direito da Universidade de Nova York, “Visiting Global Professor in NYU Law School's Global Law Program” e, em 1997, se tornou membro e docente da mesma instituição (motivo pelo qual deixou de lado o cargo na escola de sua formação), atuando no departamento de Sociologia da universidade anglo-americana até hoje. Como experiência adicional, lecionou em meados de 2014 como professor visitante na Escola de Economia de Londres.

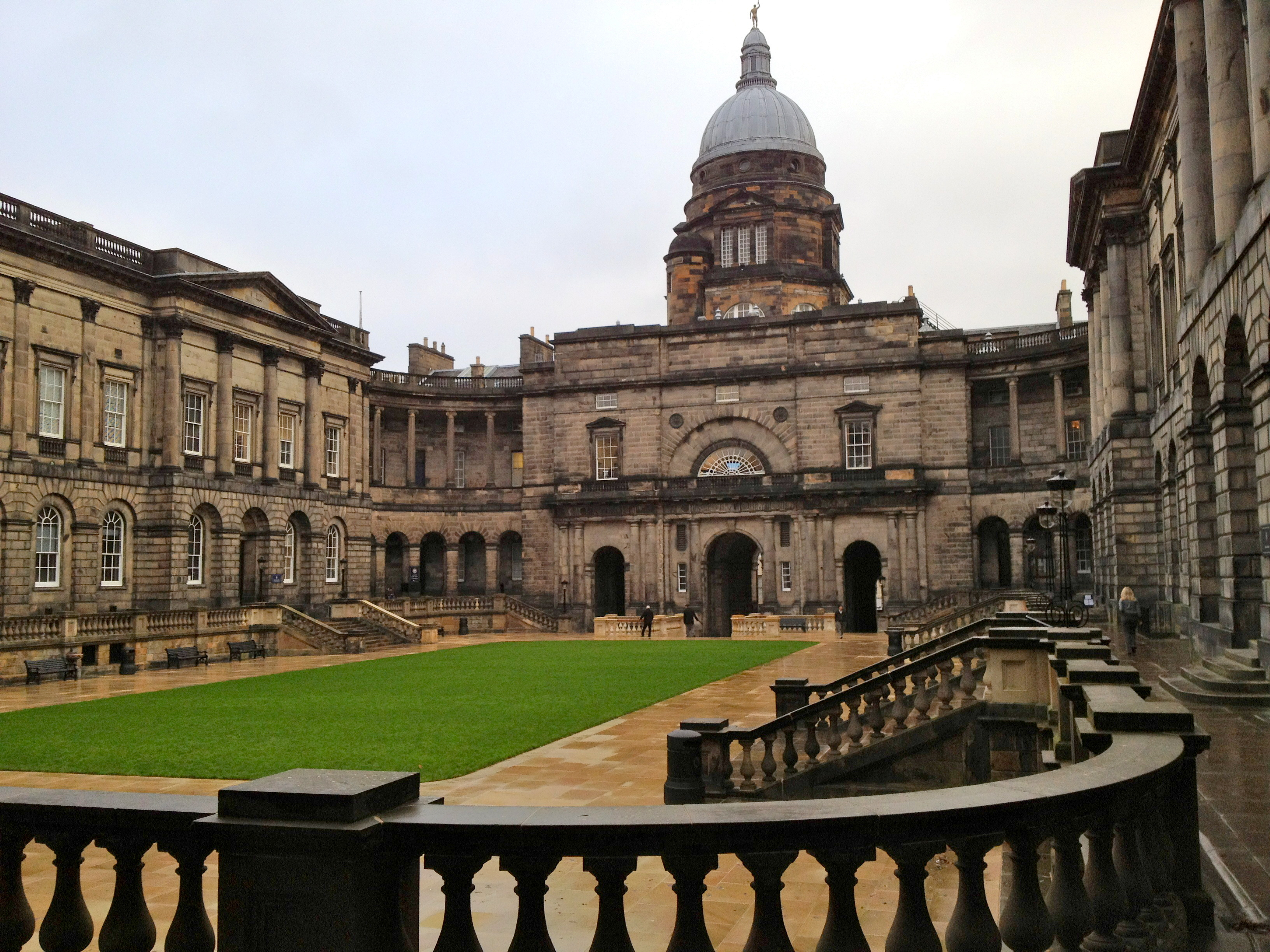
Old College of Edinburgh University

O sociólogo escocês foi um dos editores e fundadores do jornal "Punishment & Society”, publicação interdisciplinar de alcance internacional focado no estudo da Criminologia. Ele também editou a coleção “Mass Imprisonment: Social Causes and Consequences” (2001) e, com o professor de Criminologia da Universidade de Edimburgo,  Richard Sparks, co-editou “Criminology and Social Theory” (2000).
Ele é o autor de uma premiada série de livros sobre punição e controle social - “Punishment and Welfare: A History of Penal Strategies”(1985), “Punishment and Modern Society: A Study in Social Theory” (1990); “The Culture of Control: Crime and Social Order in Contemporary Society”(2001); e “Peculiar Institution: America's Death Penalty in an Age of Abolition”(2010) -, bem como uma série de artigos sobre a história e o caráter de Criminologia. Além disso, ele tem escrito sobre temas como o pós-modernismo, a governabilidade, risco, pânico moral, e o conceito de “cultura”.

Recebeu inúmeras bolsas pelo trabalho que desempenhou ao longo de sua carreira, ainda ativa e muito frutífera, o que demonstra o interesse das mais diversas instituições de ensino em aproximarem-se de seus estudos, algumas dessas elencadas abaixo:

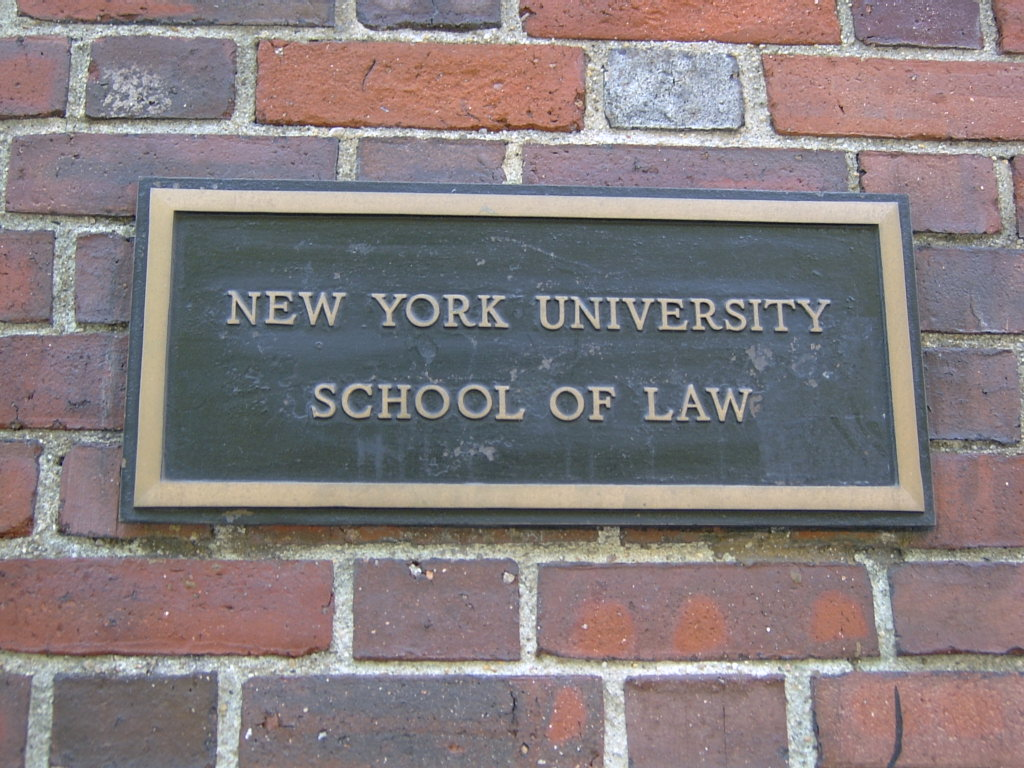
NYU Law

– National Science Foundation, Law and Social Sciences Division, Doctoral Dissertation Improvement Grant, September 2012-August 2013;
– Georgette Bennett Fellowship in Applied Sociology, August 2012-May 2013;
– New York University Graduate School of Arts & Science, Dean’s Student Travel Grant, $500 (concedida para financiar sua viagem ao evento “2012 American Society of Criminology Conference”);
– Law and Society Association Travel Grant, June 2012, $500 (concedida para financiar sua viagem ao evento “2012 LSA Conference”);
– New York University MacCracken Fellowship, Fall 2007-Spring 2012;
– Florida State University, University Fellowship
– Florida State University Center for the Advancement of Human Rights, Fellowship, Summer 2003;
– Florida State University Center for the Advancement of Human Rights, Fellowship, Summer 2002;
– Florida State University, Tobias Simon Scholarship, Fall 2001-Spring 2002;
– Geneva College, Blinn Memorial Prize, 2000 (prêmio dado ao melhor estudo acerca da história americana)
Outro ponto de destaque na carreira do pensador foi sua importante participação em eventos internacionais acerca do estudo da legislação penal e seus efeitos na sociedade, entre os quais:
– Law and Society Association, International Conference on Law and Society, “Regulating the Destitute: A Case Study of How Street People are Regulated in an Urban Public Space,” 2012.
– European Critical Criminology Common Sessions, “The Neoliberal Logic of America’s Penal Reform Movement”, 2009.
– European Critical Criminology Common Sessions, “What is to be Done? Towards a Critical and Public Criminology”, 2009. Veja aqui

## Obras
Veja aqui

### Livros
The Culture of Control
]]
– 2011: America's Death Penalty: Between Past and Present; NYU Press.
– 2010: Peculiar Institution: America's Death Penalty in an Age of Abolition; Harvard University Press.
– 2001: The Culture of Control: Crime and Social Order in Contemporary Society; University of Chicago Press.
– 2001: Mass Imprisonment: Social Causes and Consequences; London, Sage Publications; (Edited).
– 2000: Criminology and Social Theory; Oxford University Press; (Co-edited with Richard Sparks).
– 2000: Ethical and Social Perspectives on Situational Crime Prevention; Oxford, Hart Publications; (Co-edited with A. von Hirsch and A. Wakefield).
– 1994: A Reader on Punishment; Oxford University Press; (Co-edited with A. Duff).
– 1990: Punishment and Modern Society: A Study in Social Theory; Co-published by the University of Chicago Press and Oxford University Press.
– 1985: Punishment and Welfare: A History of Penal Strategies; Heinemann/Gower.
– 1983: The Power to Punish; Heinemann; (Co-edited with Peter Young).

### Artigos e Capítulos de Livros
– “What is a ‘history of the present’? On Foucault’s genealogies and their critical preconditions” Punishment & Society vol 16(4);2014
– “Cultures of Control and Penal States” in Proceedings of Criminology, No. 73, Magyar Kriminológiai Társaság (Hungarian Society of Criminology); 2014
– “Why the Death Penalty is Disappearing” in Lill Scherdin (ed) Capital Punishment (Farnham, Surrey: Ashgate); 2014 
– “America’s Peculiar Institution” in Henner Hess and Henning Schmidt-Semisch (eds): Die Sinnprovinz der Kriminalität. Beiträge zur kriminologischen Theorie Wiesbaden: Verlag für Sozialwissenschaften; 2014
– “What does it mean to write a “history of the present”? Foucault, genealogy and the history of criminology” in Quaderni fiorentini per la satorai del pensiero giuridico moderno vol 43 (2013)
– “Penality and the Penal State” in Criminology Vol 51 Issue 3 pp 475–517 2013 “Sociological Perspectives on Punishment” reprinted in C. Kubrin and T. Stucky (eds) Introduction to Criminal Justice (Stanford CA: Stanford University Press) pp 14–27   
– “Securitization, Durkheim, Resistance: an interview with David Garland” in Tijdschrift over Cultuur & Criminaliteit 2013 “Introduction to the Italian edition” in Garland, La Pena di Morte, il Saggiatore, Milan 
– "Introduction to Italian edition" in Garland, La Pena di Morte, il Saggiatore, Milan;2013
– “Punishment and Social Solidarity” in J. Simon and R. Sparks (eds) The Handbook of Punishment and Society (London: SAGE); 2012
– “Le processus de civilisation at la peine aux États-Unis” in Q. Deluermoz (ed) Norbert Elias (Paris: Editions Perrin) pp 389–423; 2012
– “Whatever Happened to the Death Penalty?” in Hans Nelen and Jacquesd Claessen (eds) Beyond the Death Penalty: Reflections on Punishment (Maastrict, Intersentia) pp. 13–23 2012 “Criminology, Culture, Critique” (A review essay on J. Young’s The Criminological Imagination) British Journal of Criminology, Vol 52 (1) pp 417–425
– “Frameworks of Analysis in the Sociology of Punishment” reprinted in J. Jacoby et al (eds) Classics of Criminology Long Grove, Ill, Waveland Press (2012)
– “The Problem of the Body in Modern State Punishment” in Social Research Vol 78: No 3 Fall 2011
– “Criminology’s Place in the Academic Field” in M. Bosworth and C. Hoyle (eds) What is Criminology? Oxford University Press (2011)
– “Concepts of Culture in the Sociology of Punishment” in D. Melossi, M. Sozzo and R. Sparks (eds) Travels of the Criminal Question: Cultural Embeddness and Diffusion (Hart 2011);
– “A Culturalist Theory of Punishment?” Punishment & Society: The International Journal of Penology vol 11(2) 259-269; 2009
– “On the Concept of Moral Panic” in Crime, Media, Culture vol 4 No 1 pp 9– 30; 2008
– “The Peculiar Forms of American Capital Punishment” in Social Research Vol 72 No 4 pp 435–466; 2007
– “Concepts of Culture in the Sociology of Punishment” in Theoretical Criminology vol 10 No 4 pp 419–447; 2006
– “Penal Excess and Surplus Meaning: Public Torture Lynchings in 20thCentury America”, in Law & Society Review, vol 39 (December, 2005) pp 793–834;
– “Capital Punishment and American Culture” in Punishment & Society 7(4)(October 2005).
– “Beyond the Culture of Control” in Critical Review of International Social and Political Philosophy Vol 7 No 2 (Special issue on Garland’s The Culture of Control) pp 160–89; 2005
– “The Work of Theory” in Perspectives (April 2004), ASA Theory Section newsletter.
– “The Cultural Uses of Capital Punishment” in Punishment & Society: The International Journal of Penology vol 4(4) 2002 pp. 459–487. 
– “The Culture of High Crime Societies: Some preconditions of recent 'law and order’ policies” in the The British Journal of Criminology (volume 40, No. 3, 2000).  
– “Criminology, Social Theory and the Challenge of Our Times” (jointly with Richard Sparks) in The British Journal of Criminology (2000) vol. 4 no. 1, 2000 pp 189–204.

## Resumo de algumas das principais obras

### Punição e bem estar: uma história de estratégias penais(1985)
Muito tem se estudado na direção de associar as leis e políticas penais da sociedade ocidental com a relação existente entre as classes sociais. Estes estudos apresentam em comum alguns preceitos fundamentais. Primeiro, a legislação e políticas penais nesses Estados são baseados em pressupostos necessários para a obtenção e manutenção de um grau de conformidade. Segundo, esses pressupostos mudam de tempos em tempos. E por fim, como a política criminal é relacionada com outras políticas governamentais, essas mudanças de pressupostos penais servem como base para a alterações em outros padrões de governabilidade.
A política criminal evoluiu principalmente nos séculos XVIII e XIX ao substituir as penas corporais e de morte geralmente arbitrarias e desproporcionais ao crime por estatutos claros e coerentes com a punição ao delito cometido. Essa mudança foi acompanhada de intensas mudanças na estrutura da sociedade ocidental. Ao final do século XIX e início do XX ocorreram novas alterações na política criminal. Essas últimas se referem a novos conceitos no papel da sanção criminal e nas formas que ela deve ser realizada. A análise de como ocorreu e como se apresentaram essas mudanças é o objetivo de Garland neste livro.
Entre 1895 e 1914 ocorreu na Grã-Bretanha uma grande mudança na política penal mas mantendo seu objetivo principal de controlar a classe trabalhadora. A preocupação das políticas públicas mudaram da teoria retribuitiva e intimidatória para a teoria de reabilitação do criminoso e reintegração dele à vida em sociedade. Houve uma mudança nos contornos da política criminal, tirando o encarceramento da posição central e incluídas novas formas alternativas de institucionalização. Também foram acrescentadas as perspectivas médica, psicológica e sociológica para complementar e desenvolver a criminologia. O criminoso deixou de ser visto como alguém racional e livre para violar as leis e começou a ser visto como uma pessoa em particular e com um grau incerto de racionalidade. O Estado deixou de ter a obrigação punitiva e assumiu um papel de educador com a missão de ressocializar aquele indivíduo. Entre as causas desta guinada foi a crise social e a dificuldade na relação do Estado com os pobres. Era negligenciada a relação da pobreza com a criminalidade e o sistema penal claramente falhava na tentativa de reduzir a reincidência e reforçava a degradação social. Neste contexto surgiram políticas públicas para combater a violência e as suas causas sociais através de trabalhos sociais e políticas de seguridade social.
Michael Foucault é um dos teóricos desta linha de pensamento e o trabalho de Garland apresenta grande relação com este, por vezes baseando seu pensamento e noutras fazendo criticas ou complementando-o.
Garland mostra o efeito das mudanças nas políticas públicas sobre os membros da classe trabalhadora numa sociedade sofrendo o impacto de um aumento na industrialização durante o começo do século XX. Fica claro que essa análise deve ser considerada em conjunto com as mudanças concomitantes nas políticas de controle social. As mudanças na esfera do direito civil como as alterações no direito dos contratos contribuiu para o controle da relações sociais modernas ao preservar uma imagem de equidade e liberdade. Esses programas visavam endireitar e recuperar a pessoa para que volte a se encaixar no modelo de trabalhador que a industrialização precisava. Esse processo possibilitava o controle social do Estado na vida pessoa dos trabalhadores, incluído seus hábitos, personalidade e até mesmo escolhas reprodutivas.

### Criminologia, Teoria Social e Desafios atuais
Neste artigo o autor discute como as transformações pelas quais a sociedade atual passou se refletem na criminologia. São mudanças como o avanço tecnológico e a heterogeneidade cultural, que embasam desafios intelectuais impossíveis de serem ignorados. Ocorre que, diante das mudanças sociais das últimas décadas, a criminologia deveria ser revista sob óticas diferentes das tradicionais, assim como os nossos pensamentos habituais deveriam ser reconsiderados. Como consequência, tem ocorrido uma aproximação de duas linhas de trabalho da criminologia: (i) a criminologia que é de interesse da teoria social e política; e (ii) a criminologia empírica e de relevância estratégica. Para ele, as considerações feitas aos temas não podem ser feitas de forma separada.
Para Garland, o conhecimento da criminologia ao longo das últimas décadas poderia ter levado a uma participação maior desse conhecimento nas políticas governamentais, mas em muitos casos se vê justamente o contrário, em vez do sistema se tornar mais maduro, civilizado, moderno, ele regressou, embora a ciência da criminologia tenha se tornado mais rebuscada. Nessa análise, Garland indica que a criminologia guia-se por três matrizes distintas: (i) a acadêmica; (ii) a governamental; e (iii) a cultural. Para ele as matrizes são relacionadas e mutuamente condicionantes. O autor procura entender como essas matrizes mudaram no último século, refletindo na criminologia.
Na moderna criminologia, o crime é um problema social apresentado na forma de atos individuais, a delinquência é proveniente de um desajuste que seria o problema e a correção é a única solução. Por causa disso, as minorias desajustadas são aquelas que mais sofrem as correções. Essas ideias permearam a criminologia até o início do período do pós-guerra. Depois, a criminologia foi permeada pela política do welfare state, ou seja, reconhecimento da delinquência proveniente da falta de oportunidade, como educação e trabalho. Por fim, indica que a pós-modernidade em que nos encontramos, é aquela da sociedade de risco. As matrizes em que a criminologia opera mudam nessa nova fase, que inclui altas taxas de criminalidade provenientes da falência da política criminal, consequência do fim do welfare state e seguinte neoliberalismo econômico. Nesse contexto, há uma forte política de segurança pública e justiça criminal. Isso leva as pessoas a possuírem uma consciência criminal, criando uma sociedade com medo e ansiosa. Isso levou a uma desconsideração da criminologia para tratar do assunto, perdendo a credibilidade na formação das políticas criminais e um movimento reacionário em relação às políticas públicas sociais.

### The culture of control: Crime and social Order in Contemporary Society
Completando a trilogia iniciada com os trabalhos “Punishment and Welfare: A History of Penal Strategies”(1985) e “Punishment and Modern Society: A Study on Social Theory” (1990), esta obra de David Garland foi dividida em oito capítulos, os quais seguem e podem ser brevemente resumidos como:
– Uma história do presente: uma exposição das principais características dos sistemas penitenciários, penais e de controle do crime mais utilizados nas décadas de 1950, 1960 e 1970. Um fato que o autor destaca nesse capítulo é como a evolução e reversão entre as teorias de justiça criminal era algo completamente imprevisível aos olhos dos estudiosos do passado, visto que surgiram de contextos históricos específicos dessas épocas e da própria evolução do mundo capitalista.
– Justiça criminal moderna e o Estado penal-previdenciário: “Penal welfare state”, em inglês, é o nome do sistema advindo pós-Segunda Guerra Mundial, no qual a população e os estudiosos perdem fé no sistema penitenciário meramente retributivo e repensam-no de forma que a re-socialização do indivíduo é colocada como prioridade. Garland demonstra que mesmo em uma teoria que busca desconstruir a prisão privativa de liberdade como forma de prevenir o crime, cria-se um espaço para a arbitrariedade e insegurança jurídica. As penas, por exemplo, deixam de ser com uma duração temporal fixa e passam a depender de relatórios psicológicos que determinassem a ressocialização do indivíduo. Desta forma, as pessoas poderiam ser presas por tempo indeterminado e crimes idênticos seriam tratados de forma diferenciada.
– A crise do Modernismo Penal: após o Estado Penal-Previdenciário, David Garland analisa o Modernismo Penal, um novo sistema na década de 1970 que reafirma a rigidez do Estado com relação ao crime e à pena enquanto vingança. Nesse capítulo o autor mostra as causas estruturais que levaram ao colapso desse modelo criminal - o qual se demonstra disfuncional naquele momento - e novamente analisa que sua crise seria imprevisível no passado. Além disso, critica a radicalização com relação às conquistas e direitos de presos, detidos e pessoas em julgamento.
- Mudança social e ordem social na pós modernidade: nesse capítulo, as crises e reversões nas teorias já analisadas são assimiladas às forças históricas que geraram transformações na sociedade e economia capitalista na segunda metade do século XX.
– Dilema político: adaptação, negação e atuação simbólica: as mudanças e adaptações nas instituições, agências governamentais e atores políticos responsáveis pela nova política criminal são minuciosamente estudadas pelo autor.
– Complexo do crime: a cultura das sociedades de alta criminalidade: David Garland busca compreender em que grau as mudanças nas instituições levaram a uma mudança nas sensibilidades a qual tornou possível que a sociedade aceitasse melhor uma nova cultura do controle, principalmente nas sociedades com taxas altas de crimes.
– A nova cultura do controle do crime: a nova política criminal é colocada em contraste com a sua precedente, destacando as suas particularidades.
– Controle do crime e ordem social: no último capítulo deste livro, Garland conclui a discussão histórica feita no decorrer da obra, enumerando os desafios enfrentados pelas democracias liberais com relação ao campo criminal da modernidade e aponta para um futuro “apocalíptico” de uma New Iron Cage Era (Nova Era da Jaula de Aço, em tradução livre), que considera reversível.
A obra como um todo objetiva documentar e, sobretudo, criticar a evolução da finalidade da pena e do controle do crime de acordo com a sociedade em determinado tempo histórico, sem recair no pecado da generalização, o qual foi controlada com a apresentação de infindáveis dados e pesquisas sobre os temas levantados pelo autor. Além disso, o livro é marcado pela frequente aproximação entre os sistemas penitenciários e de controle do crime da Inglaterra e dos Estados Unidos, pois em ambos a realidade é semelhante, com os mesmos problemas e desafios, as mesmas críticas e as mesmas ansiedades em relação à mudança e ordem sociais.
O autor não propõe, nessa obra, alguma nova forma de teorização a respeito do futuro do controle e prevenção nas sociedades capitalistas globalizadas, mas busca realizar um trabalho crítico na medida em que explora minuciosamente a História a fim de compreender a reversão das teorias e práticas criminais, na qual uma prática foi substituída por outra diametralmente oposta, de forma que nem os historiadores poderiam ter previsto uma mudança tão drástica no sistema, resultante principalmente da transição da Segunda Guerra Mundial para a Guerra Fria e, posteriormente, o advento do neoliberalismo. David Garland aponta nessa obra os principais problemas dessas teorias e as contradições da transição.
Para fins de compreensão desta obra, interpreta-se “justiça criminal” como um conjunto de eventos, práticas, leis e instituições relacionados à lei penal e ao funcionamento do sistema penal em geral. O primeiro sistema de justiça criminal a ser estudado é aquele que vigora logo após a Segunda Guerra Mundial, o Estado Previdenciário-Penal, no qual o propósito do sistema penal passa a ser a ressocialização do indivíduo. A pena privativa de liberdade e a própria pena de morte (objeto dos estudos críticos mais recentes do autor) eram vistas com descrença, assumindo que já não sanavam mais os problemas da sociedade. Por outro lado, ganharam popularidade soluções que visavam modificar a psiquê do detento, como a própria psiquiatria. Cabe, a partir desse momento histórico, que o Estado seja responsável pelo efetivo controle do crime e entendia-se que uma taxa básica de crimes era normal numa grande sociedade. Existia uma grande euforia com relação à expectativa de controle das fontes do crime por parte do Estado e que os já criminosos seriam reinseridos com sucesso na sociedade.
Após esse período, surge nos Estados Unidos e na Inglaterra uma tendência reversa ao estado penal-previdenciário, no qual o foco muda do criminoso para a vítima. Reforça-se então o caráter retributivo da pena, a popularidade de longas penas privativas de liberdade e das penas de morte e aumenta tanto o número de prisões quanto o número de presídios. Na tentativa de fortalecer e ampliar o sistema criminal, a iniciativa privada ganha força, tornando o controle do crime um negócio privado extremamente lucrativo. Além disso, política criminal passa a ser uma forma de políticos fazerem promessas fáceis em épocas de eleição. Ou seja, elimina-se completamente a visão à longo prazo de controle criminal, de forma a ressocializar e diminuir de forma mais permanente os índices de crime e reincidência em detrimento de uma visão higienista de curto prazo, com caráter retributivo e de pouco interesse numa mudança efetiva.

### Instituto da Pena de Morte
Em sua última linha de obras, David Garland se focou em um tema bastante polêmico: a pena de morte. Tendo como obra principal dessa fase “Peculiar Institution: American’s Death Penalty in an Age of Abolition”, o autor tenta analisar e entender por que os Estados Unidos da América (EUA) são o único país democrático no ocidente que persistiu na adoção da pena de morte e por que apesar da pena existir, ela é pouco aplicada e executada no país.
Garland explica que apesar de ser um país bastante adiantado nas reformas de mudança das penas capitais (com formas menos dolorosas de morte, por exemplo), o sistema político do país retarda a abolição da pena. Isso é constatado porque os países do ocidente puderam simplesmente abolir a pena de seus livros, independente da opinião popular, enquanto que as instituições americanas não podem agir da mesma forma.
O autor ainda explana a contradição americana de ser um país democrático que justifica a sua pena de morte com base na própria democracia. Normalmente, a democracia serviu de inspiração para abolir a pena capital e não para mantê-la. Ele justifica esse paradoxo quando traz à luz a questão da democracia parlamentar. Não foi a opinião popular que defendeu a abolição da pena de morte, mas sim aqueles que os representavam no parlamento e que acreditaram ter a democracia mais afinidade com o fim da pena de morte do que com a manutenção dela.
Ainda vale citar a evolução para a abolição da pena capital. Desde Beccaria é entendido que humanizar as penas é um ponto evolutivo. O ser humano passava então a estar mais humanizado e mais sensível. Por isso cada vez mais as penas capitais deixaram de ser cruéis e em praças públicas para serem mais humanizadas e tenderem ao fim.
Tendo isso em vista, Garland tenta justificar a persistência da pena de morte nos EUA mostrando que o sistema político americano propicia um ambiente de manutenção do pena capital, mas ao mesmo tempo a humanização pessoal da população tende a diminuir a aplicação da pena e humanizar a forma de execução.